# 许楠英
许楠英（1919年—？），女，江苏武进人，中国化学教育家，曾任江苏省苏州中学副校长，第五、六届全国政协委员。